# いまじん (テレビ制作会社)
株式会社いまじんは、日本のテレビ番組制作会社。

## 概略
日本テレビのプロデューサーやディレクターを中心に1988年4月1日設立された独立系制作プロダクションである。現在、日本テレビで放送中の行列のできる相談所をはじめとして、
バラエティ、ドキュメンタリー、報道・情報系のスペシャル番組なども数多く手がけている。

## 社名の由来
社名"Imagine"は「想像力」「創造力」Imaginationの動詞である。映像や音響に関わる人間としていつも新鮮で豊かなイマジネーションを持ち続けたい　ジョン・レノンの曲「イマジン」の人間に対する優しさ、誠実さを持って仕事に取り組みたい。という考えから生まれた社名である。

## 役員
- 代表取締役社長：中山準士
- 執行役員：宮澤祐樹
- 執行役員：向山典子
- 執行役員：岩本智也
- 執行役員：髙橋公彦
- 執行役員：黒石岳志

## 主要スタッフ
プロデューサー
- 相山弘隆
- 向山典子（執行役員）
- 大橋あり
- 木下俊
- 杉本朋子
- 前多由香

演出
- 中山準士（代表取締役社長）
- 木下仁志
- 髙橋公彦（執行役員）
- 黒石岳志
- 作井正浩

ディレクター
- 有瀧希
- 三木茜
- 池田翔
- 奈良脩人
- 齋藤健太
- 小田葉月
- 五十棲崇之
- 伊澤翔太
- 今成直人
- 久保陸
- 村松佑亮